# Eumerus pauper
Eumerus pauper är en tvåvingeart som beskrevs av Becker 1921. Eumerus pauper ingår i släktet månblomflugor, och familjen blomflugor.
Artens utbredningsområde är Spanien. Inga underarter finns listade i Catalogue of Life.